# Robert de Mowat
Robert de Mowat (auch Robert Mowat; † nach 1267) war ein schottischer Adliger und Beamter. Von 1241 bis mindestens 1242 diente er als Justiciar von Scotia.
Robert de Mowat entstammte einer Familie des Ritterstands. Er besaß Grundbesitz in Lothian, dazu hatte er noch während der Herrschaft von König Wilhelm I. weiteren Besitz in Angus und Ross erworben und war so zu einem niederen Kronvasallen aufgestiegen. Er hatte bereits als Sheriff von Forfar gedient, als König Alexander II. ihn nach dem Tod von Walter Fitzalan 1241 zusammen mit Philip de Melville zum Justiciar of Scotia, zum obersten Vertreter des Königs in der Region nördlich des Forth, ernannte. Die Aufgaben dieses wichtiges Amtes waren stark angestiegen, so dass der König vielleicht die Amtsträger entlasten wollte und es deshalb an zwei Barone aufteilte. Nach der Ermordung des Earl of Atholl 1242 kam es in Mar zu Unruhen. Verwandte des Ermordeten plünderten Besitzungen von Walter Bisset, den sie des Mordes beschuldigten. Die Aufrührer gehörten der Familie Comyn an, und Mowat hatte bislang wahrscheinlich politisch Walter Comyn, Earl of Menteith unterstützt. Als kleiner Kronvasall war er politisch von den Comyns abhängig und konnte deshalb die Unruhen nicht beenden. Der König berief deshalb für August 1242 eine königliche Ratsversammlung nach Forfar ein, in der die Beschuldigungen gegen Bisset gehört werden sollten. In diesem Zusammenhang werden Mowart und Melville am 4. August letztmals als Justiciar erwähnt. Vermutlich wurden sie wenig später entlassen. Vor März 1244 hatte der König Alan Durward zum neuen, alleinigen Justiciar of Scotia ernannt. Die genaue Rolle von Mowat und seines Kollegen Melville, die aufgrund ihrer bisherigen Ämter ausreichend Erfahrungen gesammelt hatten, gilt als ebenso ungeklärt wie die Frage nach den wirklichen Urhebern des Mordes am Earl of Atholl.